# Corrinne Yu

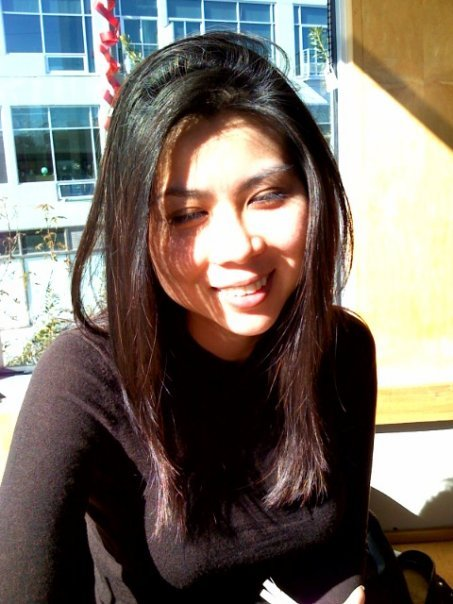
Corrinne Yu (2009)

Corrinne Yu (* in Hongkong) ist eine US-amerikanische Computerspieledesignerin und Programmiererin.

## Leben und Werk
Yu besuchte die California State Polytechnic University in Pomona (Kalifornien), um Elektrotechnik zu studieren, bevor sie ihre Karriere als professionelle Programmiererin begann.
Sie war Programmiererin für die King’s-Quest-Serie für den Apple II, während sie in ihrer Freizeit 3D-Engines entwickelte, die sie an verschiedene Unternehmen verkaufte. Sie programmierte für QuickDraw 3D, arbeitete für das Entwicklungsstudio Zombie und arbeitete dort an der Game-Engine für Spec Ops mit. 1997 wurde sie Angestellte des Videospielentwicklers Ion Storm. Sie arbeitete an dem Videospiel Anachronox aus dem Jahr 2001 mit, war als Director of Technology im Studio tätig und für die Quake-II-Codebasis verantwortlich. 1998 verließ sie Ion Storm und wurde später Lead Technology Programmer bei 3D Realms. Sie arbeitete als Engine-Programmiererin bei Gearbox Software, war Gründungsmitglied des Direct 3D Advisory Board von Microsoft und nahm an der CUDA- und GPU-Simulation bei Nvidia teil. 2008 stellte Microsoft Studios sie als Principal Engine Architect für ein internes Studio, 343 Industries, ein. Sie programmierte Beleuchtungen und Gesichtsanimationen und entwickelte eine neue Technologie für das 2012er-Videospiel Halo 4. Während der Programmierung im Halo-Team experimentierte sie mit neuen Beleuchtungstechniken und erfand neue dynamische Radiosity-Algorithmen. Für das von ihr entwickelte System hat Microsoft ein Patent angemeldet.
Im November 2013 wechselte sie zum Videospielentwickler Naughty Dog, einer Tochtergesellschaft von Sony Computer Entertainment, und arbeitete als Grafikprogrammiererin an PlayStation-4-Projekten. Ab 2014 arbeitete sie bei Amazon am Amazon-Prime-Air-Programm. 2018 wechselte sie als Vice President of Engineering zu General Motors.
Sie programmierte auch im Space-Shuttle-Programm von Rockwell International California und entwarf und führte Beschleunigerexperimente bei LINAC in Kalifornien und bei den Brookhaven National Laboratorys durch. 
Sie ist mit Kenneth Scott, Senior Art Director bei 343 Industries, verheiratet, mit dem sie eine Tochter hat.

## Rezeption
2010 wurde sie von Kotaku als eine der 10 einflussreichsten Frauen in Spielen im letzten Jahrzehnt bezeichnet. Für ihre nuklearphysikalische Forschung bekam sie einen nationalen Preis des US-Energieministeriums.

### Auszeichnungen
- 2009: Women in Gaming Award Winners, Category: Programming
- Mitglied des SIGGRAPH Game Development Committee